# نوخسروانی
نوخسروانی، یک قالب شعری سه مصراعی و خاص زبان فارسی است. اگرچه این قالب ریشه در گذشته بسیار دور ادبیات ایران دارد، اما تا اواسط دهه ۸۰ خورشیدی برای مخاطبان و شاعران فارسی زبان ناآشنا بود. شعری که اگر بخواهیم دیدگاه سودابه فضایلی را معیار قرار دهیم، قدمت ریشه های آن به هشت قرن پیش از میلاد مسیح می رسد. این نوع شعر افزون بر ریشه داشتن در تاریخ باستان، پیوندهای عمیق و ارجمندی در ادبیات فولکلور کرمانج‌های استان خراسان نیز دارد. در بین کرمانج‌ها، قالب سه‌خشتی سالری اصیل و دیر سال و شناخته شده است.  

## نوخسروانی در ادبیات معاصر
در ادبیات معاصر ، نوخسروانی با این نام و شناسنامه از مهدی اخوان ثالث آغاز شد. از شعرها و مطالعات او، و البته پیشتر با مقاله ای از شفیعی کدکنی. آثار اخوان ثالث، مانند «دوزخ اما سرد»، «بدعت ها و بدایع نیما یوشیج» و نیز «تو را ای کهن بوم و بر دوست دارم» نقطه آغازین زندگی این قالب شعری در ادبیات معاصر ماست. تا پیش از نیمه دهه ۸۰ خورشیدی، و در سال ۱۳۸۳ یارتا یاران نیز کتابی با نام «خسروانی» نشر می کند که در آن سعی در بازآفرینی خسروانی ـ درست همان طور که در دوران باستان سروده می شده ـ دارد؛ اما مسیر او آشکارا با مسیر کوشش اخوان ثالث متفاوت است. از اواخر دهه ۸۰ خورشیدی، نسلی نو از شاعران جوان، به طور جدی به سرودن نوخسروانی روی می آورند و به شکل ویژه و مستقل در این کتاب ها تنها به قالب نوخسروانی میپردازند. 
این کتاب‌ها به ترتیب سال نشر عبارتند از: بر یادگار قمری همخون/ علی عباس نژاد/ ۱۳۹۰/ انتشارات آوای کلار/ برنده جایزه کتاب سال شعر جوان ۱۳۹۰-مترسک عاشق چشمان زاغ است/ علیرضا رجبعلی زاده کاشانی/ ۱۳۹۰/ انتشارات سوره مهر/ برگزیده هشتمین دوره جشنواره شعر فجرـ ابرهای شهرک سیمانی/ علی عباس نژاد/ ۱۳۹۲/ انتشارات آوای کلارـ این روزها دچار خودم هستم/ محمد جلیل مظفری/ ۱۳۹۴/ انتشارات آه و ماهـ رئالیسم ساطوری/ علی عباس نژاد / ۱۳۹۵/ انتشارات ماه بارانـ گل همیشه انار/ علی عباس نژاد/ ۱۳۹۵/ انتشارات ماه بارانـ خسروان نوخسروانی (برگزیده نوخسروانی های شاعران نوخسروانی سرا تا ۱۳۹۵) / ۱۰ شاعر/ ۱۳۹۶/ نشر همانـ رمه در مه/ علیرضا رجبعلی زاده کاشانی/ ۱۳۹۷/ انتشارات شهرستان ادب .
در هر یک از کتاب های نام برده، شاعران پیشرو و جوان معاصر کوشیده اند تا با تکیه بر دانش ادبی و ذوق هنری خود، بر تجربه تاریخی خسروانی/ نوخسروانی و آنچه اخوان ثالث به ادبیات فارسی افزوده است، چیزی بیفزایند. آنچه حاصل تلاش همه طیف شاعران نوخسروانی سرا در ایجاد یک جریان ادبی در دهه ۹۰ خورشیدی است، در کتابی به نام «نوخسروانی سرایی» گرد آمده است که این کتاب را نیز در سال ۱۳۹۵ انتشارات ماه باران از علی عباس نژاد به چاپ رسانده است. در این کتاب، ضمن بررسی ملاحظات تاریخی، فولکلور و تجربه های پراکنده، شعرهای شاعران نوخسروانی سرا و ویژگی های این قالب بررسی شده است که می تواند برای آشنایی با این قالب، به خوانندگان یاری رساند.

## دلیل‌های فراموشی
این که خسروانی در قرون اولیّهٔ شعر فارسی پس از سلام به فراموشی سپرده شد، دو علت داشت: نخست این که با اقبال حاکمان و جامعهٔ فرهنگی به مدح و داستان ‌پردازی، و در نتیجه روی آوردن شاعران به قالب‌هایی مثل مثنوی و قصیده، عرصه بر قالب‌های شعری کوتاه به نسبت گذشته تنگ شد. دیگر این که در همین مجال اندک هم، وجود قالب‌های رباعی و دوبیتی که از الگوی تعداد مصراع زوج پیروی می‌کنند و نیاز ادبیات به سامان‌دهی قوانین شعری در آن دوران خصوصاً پس از تغییرات در ساختار وزن شعر و تکامل قافیه، جایی برای یک قالب متفاوت باقی نگذاشت.
بنابراین کسی سعی در تطبیق خسروانی با قوانین عروض جدید نکرد و این قالب از سیر تکامل موسیقی، اندیشه، مضمون و… بازماند و به فراموشی سپرده شد.

## زدودن زنگار تاریخی
نوخسروانی که گونهٔ امروزی این قالب کهن شعر فارسی‌ است، با اخوان ثالث شروع شد. او بر اساس آنچه که از خسروانی ‌های کهن به ما رسیده‌ است، کمتر از ده نوخسروانی سرود. عادت ذهنی شاعران و منتقدان به قالب‌هایی با تعداد مصراع‌های زوج و وجود قالب‌هایی مثل رباعی و دوبیتی مانع از آن شد که نگاه جدّی آن‌ها متوجّه این گونهٔ شعری شود. به این ترتیب بعد از آن که اخوان غبار نسیان تاریخی را از خسروانی زدود، دوباره به فراموشی سپرده شد. هرچند اگر منصفانه نگاه کنیم نوخسروانی‌ های اخوان دریچهٔ تازه ‌ای هم بر شعر معاصر فارسی نگشود.

## وزن و چارچوب نوخسروانی
نوخسروانی یک قالب مستقل و بدون محدودیت وزنی است و نیازی نیست مثل رباعی بر وزنی خاص سروده شود. استقلال آن نیز به این معناست که بر خلاف نظر سطحی و شتاب ‌زده‌ای که ممکن است در بدو امر به ذهن خطور کند، نمی‌توان هر رباعی یا دو بیتی را که یک مصراع ندارد نوخسروانی دانست. پس روش سرودن نوخسروانی این نیست که دو بیت بنویسیم و مصراع ضعیف را از آن حذف کنیم و در نهایت نام نوخسروانی بر آن بگذاریم.
وزن نوخسروانی وزنی عروضی ‌ست و به شیوهٔ ادبیات کلاسیک، تساوی تعداد و شکل هجاهای مصراع‌ها ضروری‌ است. بعد از وزن، نوبت به قافیه می‌رسد. رعایت قافیهٔ مصراع اوّل و سوم نوخسروانی اجباری و در مصراع دوم اختیاری است.

## ساختار درونی
مسئلهٔ مهم دیگر چگونگی کاربرد کلمات در ساختار نوخسروانی‌ است. معمولاً در شعر، با کلمات عینی، تصاویری آشنا و حسی می‌سازیم و آن را محمل تفکر و اندیشهٔ خود قرار می‌دهیم. به این ترتیب در حالت معمول و متداول به این صورت پیش می‌رویم:
کلمات عینی← تصاویر حسی و ملموس ← اندیشه
امّا این رابطه که عموماً در شعر به کار گرفته می‌شود و البته قابل نقض نیز هست و شاعر الزامی به رعایت آن ندارد در نوخسروانی ناکارآمد است.
با در نظر گرفتن محدودیت زمان این قالب در بیان موضوع، رابطهٔ پیشین به این صورت تغییر می‌کند:
کلمات عینی ← تصاویر انتزاعی و ذهنی
و حاصل این تصاویر ذهنی اشارهٔ مستقیم به یک اندیشه نیست. منظور من این نیست که اندیشه از قالب نوخسروانی حذف می‌شود، بلکه اندیشه و تصاویر عینی در هم ادغام می‌شوند، نتیجه این خواهد بود که شعر، مثل یک پازل ناتمام، برای پیش‌بینی تصویر موردنظر، به خواننده اختیار بیشتری می‌دهد تا خود با قدرت خلاقیتش ، تصویری نو بر پایهٔ اندیشهٔ شاعر بیافریند.
بنابراین گسترهٔ تأویل ‌پذیری در نوخسروانی بسیار وسیع است؛ چرا که نوخسروانی تنها یک تلنگر فکری ست و حرکت در مسیر اندیشیدن و خیال پردازی را بر عهدهٔ خواننده می‌گذارد. این ویژگی یکی از وجوه تمایز بنیادی نوخسروانی با سایر قالب‌های شعر فارسی ست. بنا بر آنچه گفته شد، نوخسروانی می‌تواند یکی از مناسب‌ترین ابزارهای ادبی برای انتقال هنری و آزادانهٔ اندیشه باشد. چراکه ساختار این قالب شعری، بیش از هرچیز با تفکر آمیخته است. در نوخسروانی، اندیشه آن چیزی نیست که شعر بر آن دلالت می‌کند، بلکه عین شعر است.
بزرگان شعر فارسی چون حافظ و خیام سعی در اجرای همین ایده داشته‌اند، اما خمیرمایهٔ قالب‌های شعر فارسی به استثنای رباعی این نیست. به نظر من علت اصلی موفقیت خیام و شکایت مولوی از محدودیت‌های زبان و وزن را نیز در همین مسئله باید جست وجو کرد. در ادبیات کلاسیک شعر مجموعه‌ای از نشانه هاست که به معنا اشاره می‌کنند، اما نوخسروانی موفق، نوخسروانی ست که نشانه‌ هایش عین معنا باشند.

## زمان در نوخسروانی
مسئلهٔ دیگر مسئلهٔ زمان در نوخسروانی ست. از آن جا که اندیشهٔ اصیل، مفهومی محدود به زمان نیست، نوخسروانی نباید در بند زمان باشد. در زبان، آنچه که زمان را می‌رساند فعل است. شاعر نوخسروانی سرا، در استفاده از افعال باید وسواس خاصی داشته باشد و به نظر من تا جایی که ممکن است نباید از افعال گذشته و آینده استفاده کند؛ تنها مجاز به استفاده از افعال اسنادی و گاهی افعال مضارع، آن هم در حد بسیار بسیار محدود و با نگاه کاملاً سخت گیرانه نسبت به فعل. به این ترتیب اندیشه از قید زمان رها می‌شود و نوخسروانی تبدیل به شعری می‌شود اندیشه محور و بی زمان.
البته به کار گرفتن فعل، به این معنی نیست که یک نوخسروانی ناموفق است، بلکه فعل باید طوری به کار رود که تحت تأثیر فضای اثر معنای گذر زمان در مقابل اندیشه اثر و قدرت تصویر رنگ ببازد.

## ویژگی‌های دیگر
دو ویژگی دیگر این قالب، در کنار آنچه گفته شد، نوخسروانی را به یکی از مناسب‌ترین قالب‌های شعری برای ادبیات معاصر تبدیل می‌کنند. یکی از این دو ویژگی کوتاهی این قالب است که می‌تواند برای مخاطب امروز دلپذیر باشد، مخاطبی که در زندگی پرهیاهو فرصتی اندک برای ادبیات دارد و باید در نخستین برخورد با تعلیق و ضربه‌ای فکری مواجه شود. این تعلیق هم با توجه به بنای این قالب بر اساس تصویر انتزاعی، از مختصات ذاتی نوخسروانی ست.
ویژگی دیگر، خروج از هنجار است که می‌تواند مطلوب طبع مخاطب تنوع طلب باشد. نوخسروانی با آن که از قالب‌های شعر کلاسیک به حساب می‌آید، اما در عمل قالبی ست در میانه شعر نیمایی، کلاسیک و سپید. این تعادل خوشایند از وجوه امتیاز نوخسروانی ست.

## نمونه شعر
یک نمونه نوخسروانی از مهدی اخوان ثالث:
آن گران کالای عشق آئین، که نازان می‌خروشد
وز بدان نالد برم، چون گویمش این، تا نرنجد؟
کان که جنس ارزان فروشد، مشتری بر وی بجوشد!
این مثل خوش می‌سرود از کولیان رقاصه‌ای:
جام بر پیشانی و در رقص، کای بهرام گور
هیچ عامی نیست کاندر وی نباشد خاصه‌ای
چهار نمونه نوخسروانی از علیرضا رجبعلی زاده کاشانی:
۱ :
همقدم با من درین زندان پاییزی
" حسرت " و " تنهایی " و " غم " ماجرا گفتند
لیک غیر از ماجرایِ خویش نشنفتند
۲ :
از شکارِ بی صدای روز خود، خسته
گوشه‌ای از کوه مغرب می‌شود پنهان
آفتاب – این عنکبوت سرخ – آهسته …
۳ :
تا نگیرد از حریم چشم ماهی، خواب
تن به آبِ برکه خواهد زد
بیصدا، " مهتاب "!
۴ :
تیرِ برقِ دِه ست از امشب
ساقهٔ سروِ بی‌ثمر در باغ
میوهٔ چار فصل اوست: " چراغ "!